# H’mong Today, Hung Tomorrow
H’mong Today, Hung Tomorrow – pierwszy singel zespołu Janitor Joe wydany w 1992 roku przez OXO Records. Utwory nagrano 28 marca 1992 w Mpls (Minnesota).

## Lista utworów
1. "H’mong Today, Hung Tomorrow" (J. Prone, K. Pfaff) – 2:24
2. "Prone" (J. Prone) – 1:23
3. "Big Nose" (J. Prone, K. Pfaff) – 2:47

## Skład
- Joachim Breuer – śpiew, gitara
- Kristen Pfaff – gitara basowa, śpiew
- Franky Machine – perkusja

produkcja
- Steve Bjorklund – producent